# Pedrera del Tercio
La Pedrera del Tercio es troba al Parc de la Serralada Litoral, la qual és una pedrera no gaire gran i amb una forma un xic atípica.

## Descripció
És formada per un tall vertical i angost a la muntanya, amb una boca d'entrada d'uns vuit metres i que s'eixampla una mica a l'interior. No se sap d'on li ve el seu nom, encara que sembla relacionat amb el típic sistema de repartiment de beneficis per terços.
D'aquesta pedrera van sortir una bona part de les llambordes dels carrers de Barcelona. No és l'única pedrera d'aquesta zona, però sí que és la més gran. La cicatriu de la muntanya ja és visible tot pujant per la riera de Teià.
Al voltant resten les runes de diverses construccions relacionades amb l'explotació: a peu de pista i un xic abans d'arribar a la pedrera, hi ha la farga, on encara es pot veure l'arc metàl·lic de la boca de la xemeneia. Passada la pedrera, hi ha dues entrades a la cova artificial que feia de polvorí (la de la dreta, amb volta de canó de peces de ceràmica).

## Accés
És ubicada a Teià: pujant des de Teià cap al Sagrat Cor de Teià i un cop passat aquest, trobarem una pista planera a mà esquerra i que porta directament a la pedrera, situada a uns 240 metres del trencall. Coordenades: x=443365 y=4596092 z=319.